# Nysättra
Nysättra är sedan 2015 en tätort i Vätö socken i Norrtälje kommun, Stockholms län, Uppland, i närheten av Vätö. Beläget vid kusten, 13 kilometer från Norrtälje.

## Befolkningsutveckling
| Befolkningsutvecklingen i Nysättra 2015–2020                                                   | Befolkningsutvecklingen i Nysättra 2015–2020 | Befolkningsutvecklingen i Nysättra 2015–2020 | Befolkningsutvecklingen i Nysättra 2015–2020 | Befolkningsutvecklingen i Nysättra 2015–2020 |
| ---------------------------------------------------------------------------------------------- | -------------------------------------------- | -------------------------------------------- | -------------------------------------------- | -------------------------------------------- |
|                                                                                                |                                              |                                              |                                              |                                              |
| År                                                                                             |                                              |                                              | Folkmängd                                    | Areal (ha)                                   |
| 2015                                                                                           | 2015                                         |                                              | 255                                          | 139                                          |
| 2020                                                                                           | 2020                                         |                                              | 268                                          | 139                                          |
| Anm.: Ny tätort 2015, utgjordes tidigare av en småort som 2010 hade 222 invånare på 84 hektar. |                                              |                                              |                                              |                                              |

## Samhället
I Nysättra finns bygghandel, maskinuthyrare, asiatiska restauranger och badplats i Vätösundet. Den mesta av samhällets service finns i närliggande samhället Harg.

## Näringsliv
Nysättra/Vätöbygden livnär sig idag mestadels på turism/fritidsboende på grund av sin relativa närhet till Stockholm och Uppsala. 

## Idrott
Vätö IK har sin lokal i Nysättra.